# البيرتو بوميني
البيرتو بوميني (بالإيطالية: Alberto Pomini)‏ (17 مارس 1981 في إيطاليا - ) هو لاعب كرة قدم إيطالي في مركز حراسة المرمى. لعب مع نادي ساسولو وهيلاس فيرونا وAC Bellaria Igea Marina ‏ وASD Victor San Marino ‏.

## روابط خارجية
- البيرتو بوميني على موقع قاعدة بيانات كرة القدم.إي يو (الإنجليزية)
- البيرتو بوميني على موقع Soccerbase.com (لاعب) (الإنجليزية)
- البيرتو بوميني على موقع Soccerway.com (الإنجليزية)
- البيرتو بوميني على موقع عالم كرة القدم.نت (الإنجليزية)
- البيرتو بوميني على موقع AS.com (الإسبانية)